# Hitradio Ö3
Hitradio Ö3 – trzeci program austriackiego radia publicznego nadawcy ORF. Ma charakter hitradia.
Hitradio Ö3 powstał 1 października 1967r.